# Comté de Dalécarlie
Pour les articles homonymes, voir Dalarna (homonymie).
Cet article concerne le comté actuel. Pour la province historique, voir Dalécarlie.
Le comté de Dalécarlie (en suédois : Dalarnas län, littéralement « comté (län) des vallées (Dalarna) ») est un comté situé dans le centre-ouest de la Suède. Il est voisin des comtés de Jämtland, Gävleborg, Västmanland, Örebro et Värmland. Il partage également une frontière, à l’ouest, avec le comté norvégien de l'Innlandet. Sa capitale est Falun.

## Province historique
Le comté actuel de Dalécarlie a quasiment les mêmes frontières que la province historique de Dalécarlie.
La Dalécarlie est généralement considérée comme le cœur de la Suède, le berceau de ses traditions, de sa nature, de ses lacs et de ses forêts. Elle constitue un lieu entre deux Suèdes : celle du Nord, aux grandes forêts inhabitées et celle du Sud, plus habitée, cultivée. La Dalécarlie a également joué un rôle prédominant dans l'histoire de la Suède. La mine de cuivre de Falun, l'épopée de Gustave Ier Vasa sont autant de fondements de la société suédoise issus de cette région.

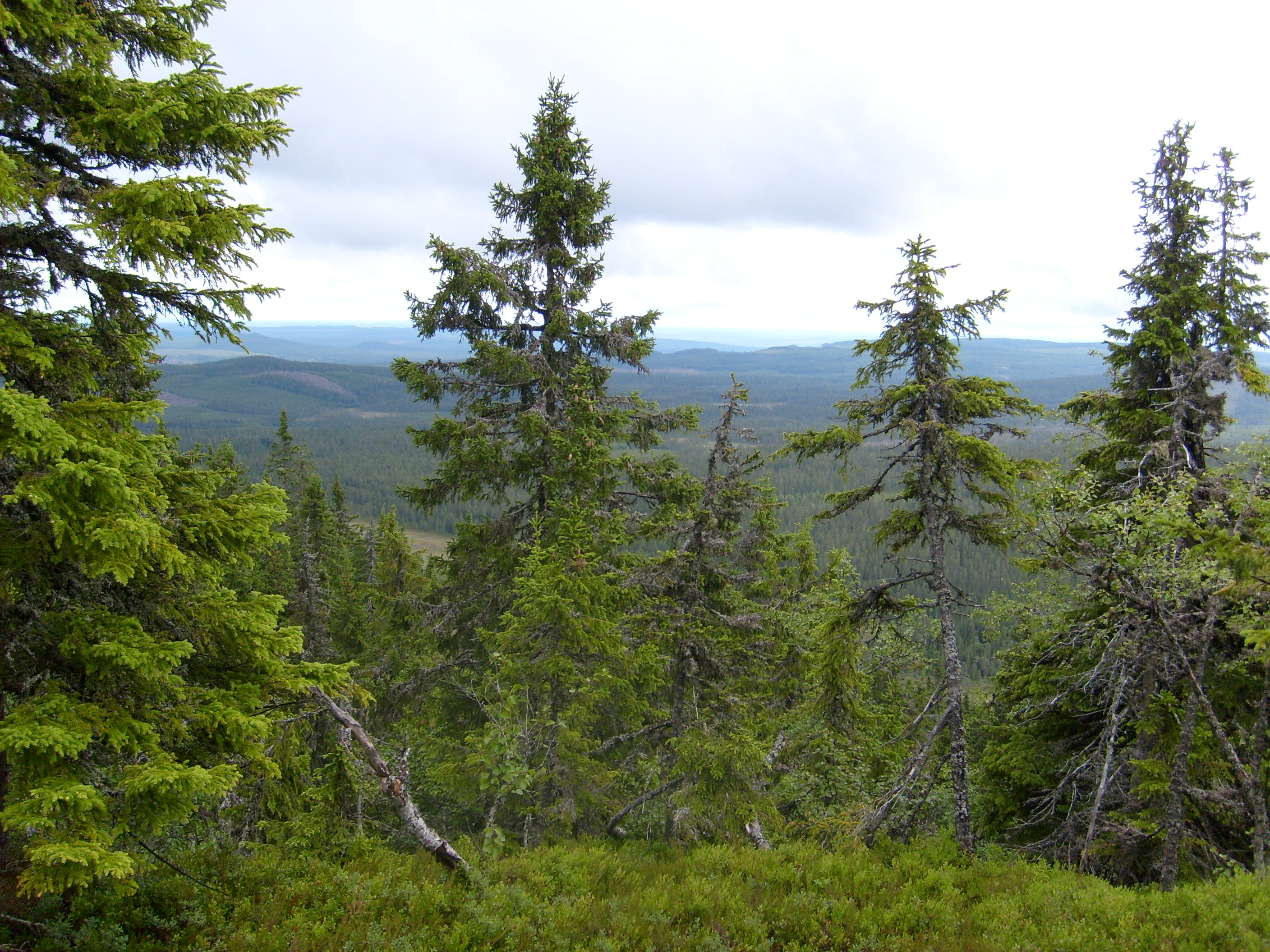
Forêt de Épicéa commun, réserve naturelle de Korpimäki, Suède

## Administration
Le comté de Dalécarlie, jusqu’en 1997, était dénommé comté de Kopparberg, ce qui signifiait littéralement « Montagne de cuivre » référant à la Grande Mine de cuivre à Falun.
Les principales missions du conseil d’administration du comté (Länsstyrelse), dirigé par le préfet du comté, sont de satisfaire aux grandes orientations fournies par le Riksdag et le gouvernement, de promouvoir le développement du comté et de fixer des objectifs régionaux.

## Communes
Le comté de Dalécarlie est subdivisé en 15 communes (Kommuner) au niveau local :

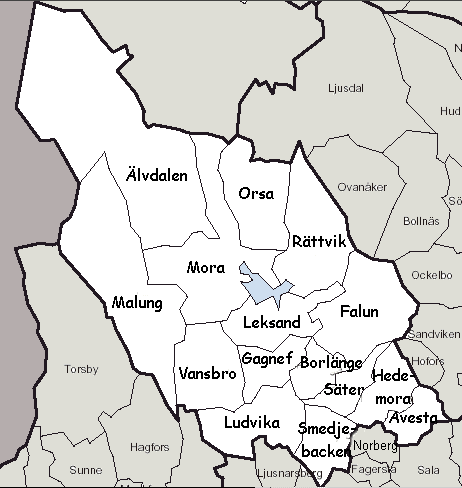
Les communes de Dalécarlie

- Älvdalen
- Avesta
- Borlänge
- Falun
- Gagnef
- Hedemora
- Leksand
- Ludvika
- Malung-Sälen
- Mora
- Orsa
- Rättvik
- Säter
- Smedjebacken
- Vansbro

## Villes et localités principales
- Borlänge : 39 640 habitants
- Falun : 35 315 habitants
- Avesta : 14 847 habitants
- Ludvika : 13 984 habitants
- Mora : 10 797 habitants
- Hedemora : 7 362 habitants
- Leksand : 5 720 habitants
- Smedjebacken : 5 660 habitants
- Malung : 5 176 habitants
- Rättvik : 4 521 habitants

## Héraldique
Le comté de Dalécarlie a hérité son blason de la province historique de Dalécarlie. Lorsqu’il est représenté avec une couronne royale, le blason symbolise le conseil d’administration du comté.